# Mun (rivière)
Pour les articles homonymes, voir Mun.
La Mun (thaï แม่น้ำมูล, grande rivière Mun, RTGS : mae nam mun, API : [mɛ̂ː.náːm mūːn]), est une rivière du nord-est de la Thaïlande, affluent du Mékong. Son débit est d'environ 21 000 km3 par an.

## Géographie
La Mun prend sa source dans le Parc national de Khao Yai, près de Nakhon Ratchasima. Elle coule vers l'Est à travers le plateau de Khorat en traversant les provinces de Buriram, de Surin et de Si Saket sur 750 km avant de se jeter dans le Mékong dans la province d'Ubon Ratchathani (district de Khong Chiam).
Son affluent principal est la Chi, qui la rejoint dans le district de Kanthararom, dans la province de Si Saket.
La limite sud du bassin versant de la Mun marque une partie de la frontière de la Thaïlande avec le Cambodge et avec le Laos.

## Histoire
Durant la guerre du Viêt Nam, la Mun était surnommée Moon River, la rivière de la lune  (มูล et Moon n'ont pas le même sens mais ont la même prononciation) par le personnel de la base de l'U.S. Air Force d'Ubon Ratchathani.
Le barrage de Pak Mun, construit en 1994, se trouve à 5,5 km de son confluent avec la Mékong (Pak mun signifie confluent de la Mun). Il a été l'objet de nombreuses controverses, que ce soit au moment de sa création que pour son impact à long terme : une étude a montré que la Mun avait perdu une grosse centaine d'espèces de poisson, tandis que les effectifs de beaucoup d'autres avaient décru significativement. Le produit de la pêche a diminué de plus de 50 %. En mars 2014, le journal Bangkok Post rapporte et précise que la WCD (World Commission on Dams) a constaté un très fort déclin des espèces de poisson de 256 à 96. En 2020, en particulier à Rasi Salai, des milliers de familles poursuivent leur lutte pour que la perte de leurs terres soit compensée.

## Poissons de la rivière Mun
En 2013, un poster informe le public de la présence d'une centaine d"espèce de poissons survivants encore dans la rivière Mun en amont du barrage.

## Affluents
- Don Moi
- Chi